# Liebesau – Die andere Heimat
Liebesau – Die andere Heimat ist eine ZDF-Fernsehvierteiler-Satire von Wolfgang Panzer aus dem Jahr 2002, der in der Zeit zwischen 1953 und 1989 in dem fiktiven Dorf Liebesau spielt.
Der Film zeigt historische Wendepunkte in der Geschichte der Deutschen Demokratischen Republik aus der Perspektive einfacher Menschen mit ihren Gefühlen, Leidenschaften, Sorgen und Wünschen in einer bewegten Zeit. Es wird bespitzelt und agitiert, diskutiert und protestiert, aber auch gelacht und geliebt.

## Handlung

### 17. Juni 1953 (Teil 1)
Schorsch Schönstein kehrt 1953, ein Jahr nach seiner  Flucht auf seinen Hof in Liebesau, einem fiktiven Dorf in der Nähe von Halle an der Saale, zurück. Im Dorf hat sich Vieles getan, auch innerhalb seiner Familie gab es einige Veränderungen und Neuigkeiten für Schorsch: Die LPG hat die verlassenen Bauernhöfe übernommen, schafft es aber nicht, diese wie gefordert zu bewirtschaften. Sein Sohn Karli ist Sozialist geworden und in seine Mitschülerin Greti verliebt, seine Ehefrau Gerlinde distanziert sich seit seiner Ankunft von ihm und so wie es aussieht, ist da ein anderer Mann im Spiel. Seinem Sohn zuliebe verzichtet Schorsch darauf seinen Hof wieder zu übernehmen und überlässt ihn der Genossenschaft. Doch im Dorf wie im ganzen Land rumort es, aufgrund der Unfähigkeit der sozialistischen Regierung die Wirtschaft in den Griff zu bekommen. Obwohl alle arbeiten, gibt es in den Läden kaum etwas zu kaufen. Das mündet am 17. Juni 1953 in einem Aufstand und sogar in Liebesau rücken russische Panzer ein. Zu ihrer Überraschung gibt es aber keine Konfrontation mit den Dorfbewohnern. Für Karli bricht jedoch eine Welt zusammen, denn Gretis Vater hat mitten in der Nacht die DDR verlassen und Greti musste ihn notgedrungen begleiten. Seinen Hof lässt er dabei mit allen Tieren zurück. Auch Karlis Mutter verlässt die Familie und geht mit ihrem Freund in den Westen.

### 13. August 1961 (Teil 2)
Auf Einladung von Schorsch Schönstein kehrt Greti 1961, nachdem ihr Vater gestorben ist, zu einem Besuch nach Liebesau zurück. Sie freut sich Karli wiederzusehen, denn er ist der einzige, der sie noch mit ihrer alten Heimat verbindet. Doch Karli hat jetzt eine Freundin und möchte an die alten Gefühle nicht anknüpfen. Wieder hat sich viel verändert im Ort. Karlis Vater ist mittlerweile LPG-Vorsitzender und im ganzen Ort hat der Sozialismus Einzug gehalten. Doch Gretis Besuch erfolgt zu einer kritischen Zeit, denn an der Grenze zu Westberlin wird ausgerechnet jetzt eine Befestigungen gebaut. Greti gerät in einen Konflikt, denn ihr Visum gilt nur für eine Woche. Eigentlich würde sie aber gern bei Karli bleiben und nicht wieder in die BRD zurückkehren, aber ihre Welt hat sich verändert und sie passt nicht mehr zu Liebesau. Karlis Vater, der bisher den sozialistischen Gedanken stets mitgetragen hat, stellt sich gegen die Entscheidung seine besten Arbeitskräfte von der Feldarbeit abzuziehen und nach Berlin zu schicken, wo sie zum 13. August 1961 zur Sicherung des Friedens mithelfen sollen.

### 3. Oktober 1979 (Teil 3)
Im Oktober 1979 stirbt Schorsch Schönstein an einem Herzinfarkt. Da er in den letzten 25 Jahren zu einer wichtige Persönlichkeit des Ortes geworden war, aber gerade der 30. Jahrestag der DDR gefeiert werden soll, wollen Bürgermeister Severitz und Kreissekretär Hammer seinen Tod geheim halten. Sie verstecken seine Leiche in der Kühlkammer, damit die Beerdigung erst nach den Feierlichkeiten zum Republiksgeburtstag erfolgt und die Feierlichkeiten nicht getrübt werden. Unterstützung erhalten sie dabei von Hedderbogge, einem Beamten der Staatssicherheit. Die Dorfbewohner und auch Greti, die wieder einmal auf Besuch nach Liebesau gekommen ist, sind darüber empört.

### Jahreswende 1989/1990 (Teil 4)
Nach dem Mauerfall 1989 fährt Greti mit ihrer Tochter Georgia, die aus einer kurzen Beziehung mit einem Afroamerikaner stammt, nach Liebesau. Hier fordert sie den Hof ihres Vaters zurück und bringt damit, Karli, der nach dem Tod seines Vaters zum LPG-Vorsitzenden gewählt wurde, in einen Interessenskonflikt. So tritt er von seinem Posten zurück, zumal kaum noch Leute zum Arbeiten da sind, weil sie alle in den Westen gereist sind. Greti entschließt sich in Liebesau zu bleiben und ist nun endlich, nach fast 40 Jahren, mit Karli wieder vereint.

## Hintergrund
Liebesau – Die andere Heimat hatte Produktionskosten in Höhe von 7,5 Millionen Euro
bzw. von 5 Millionen Mark. Der Vierteiler ist anlehnend an Edgar Reitz’ Heimat – Eine deutsche Chronik. Der in Leipzig geborene Peter Steinbach, der selbst Mitte der 1950er Jahre in den Westen geflüchtet ist, wo er als DKP-Mitglied sieben Jahre lang Berufsverbot hatte, schrieb das Drehbuch. Die Erstausstrahlung erfolgte vom 2. April 2002 bis zum 8. April 2002 im ZDF. Am 3. August 2018 wurde der Mehrteiler auf DVD veröffentlicht.

## Kritiken
Rainer Tittelbach von Tittelbach.tv schrieb: „Liebesau – Die andere Heimat“ „ist der erste Versuch des ZDF, sich umfassend an die Geschichte der DDR zu wagen. Zwar spiegelt sich die große Geschichte in Steinbachs Dorfgeschichte. Aber wie bei all seinen Werken sucht er die Wahrheit im Kleinen, im Alltäglichen, in den realen Verhältnissen.“ „Konsequent hat Regisseur Wolfgang Panzer das Drehbuch umgesetzt - im Stil klassischer Dorfgeschichten wie Der Laden. Passend zum Prinzip der kleinen Leute hat er den Film nicht mit ganz großen Namen besetzt, sondern sich vielmehr in Ost-Agenturen und in Theatern der neuen Bundesländer umgeschaut. Und so hat er neben Jörg Schüttauf, Jaecki Schwarz, Peter Sodann oder Anna und Katharina Thalbach, auch Nadja Engel, Helga Göring, Herbert Köfer oder Petra Kelling verpflichtet. Das erzeugt Authentizität und macht einen Großteil des Charmes dieses vierteiligen Zyklus‘ aus.“
kino.de urteilte: „Regisseur Wolfgang Panzer und sein Autor Peter Steinbach gelingt mit der UFA-Produktion ‚Liebesau - die andere Heimat‘ ein aufhellender, zumeist auch erhellender Blick auf den Alltag der Bewohner dieses fiktiven Dorfes in Ostdeutschland. Besonders beeindruckend sind Ausstattung und Kostüm, die dem Zuschauer von den 50er bis zu den 80ern die Vergangenheit bis ins Detail genau und dadurch als Ganzes stimmig vor Augen führen. […] Man muss dem Film jedoch den Vorwurf machen, dass er in seiner Alltagsdarstellung und der unablässigen Suche nach Humorigem und Abseitigem trivialisierend, die (ost-)deutsche Geschichte teilweise verharmlosend wirkt.“
Katharina Dockhorn wertete bei nd-aktuell: „Jedem Zeitabschnitt entspricht einer der Teile, die im Ton sehr unterschiedlich sind. Der warme und wohlwollende Blick auf die DDR wird bestimmt durch Steinbachs Biografie. Ab dem zweiten Teil dominiert die Sicht eines Außenstehenden, der Fehlentwicklungen aufspießt und kritisch beobachtet. Zu kurz kommen dagegen viele skurrile Details und Verwerfungen wie das Aufpäppeln privaten Viehs mit Futter aus LPG-Beständen seit den 70er Jahren, die es wert gewesen wären, erzählt zu werden. Aber auch die Hoffnungen, die mit der Bodenreform und den Veränderungen auf dem Land für Tausende von Bauern verbunden waren, vermisst man schmerzlich, weil die Liebe zur Heimat nur mit dem Hang zur Scholle motiviert wird.“